# U.S. Professional Indoor 1972
Lo U.S. Pro Indoor 1972 è stato un torneo di tennis giocato sintetico indoor. È stata la 5ª edizione dello U.S. Pro Indoor, che fa parte del World Championship Tennis 1972. Si è giocato al Wachovia Spectrum di Filadelfia in Pennsylvania negli Stati Uniti dall'8 al 13 febbraio 1972.

## Campioni

### Singolare maschile
Rod Laver ha battuto in finale  Ken Rosewall con il punteggio di 4–6, 6–2, 6–2, 6–2

### Doppio maschile
Arthur Ashe /  Robert Lutz hanno battuto in finale  John Newcombe /  Tony Roche con il punteggio di 6–3, 6–7, 6–3